# Муфта кулачково-дискова

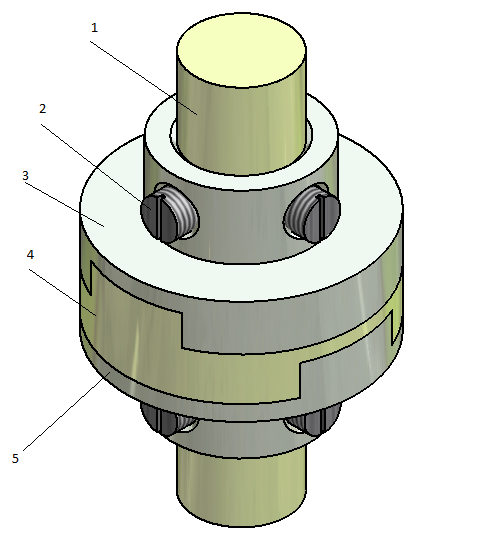
Кулачково-дискова муфта:
1. Вал
2. Гвинт стопорний
3. Ведена півмуфта
4. Проміжний диск
5. Ведуча півмуфта

Кулачко́во–ди́скова му́фта або му́фта О́лдема (англ. Oldham coupling) компенсаційна муфта, що складається з двох півмуфт (ведучої і веденої), котрі взаємодіють між собою через проміжний диск. Муфта забезпечує з'єднання валів за наявності між ними радіального зміщення за рахунок радіальної рухомості проміжного диска відносно напівмуфт у двох взаємно перпендикулярних напрямках.

## Конструктивні особливості
На внутрішніх торцях півмуфт є діаметрально розміщені пази, а проміжний диск має на обох торцях взаємно перпендикулярні виступи, які входять у пази двох півмуфт. Осьовий зазор δ між проміжним диском і півмуфтами дозволяє компенсувати поздовжні зміщення валів, а взаємно перпендикулярний напрям виступів на торцях проміжного диску забезпечує можливість компенсації похибок від радіального Δr і кутового Δα зміщень. Муфта має другу назву — «муфта Олдема» на честь ірландського інженера Джона Олдема (англ. John Oldham) (1779—1840), який її винайшов у 1820 році.

## Основні параметри
Переважно компенсаційна здатність муфти становить Δ0 = (2…4) мм; Δr = (1…3) мм; Δα ≤ 0,5°. Розміри муфти вибирають згідно з ГОСТ 20720-93 для діаметрів валів 16…150 мм і крутних моментів 16…16000Η·м.

## Розрахунок
Розрухунок кулачково-дискових муфт передбачає перевірку робочих граней на середній тиск:
{\displaystyle p={\frac {8M_{p}}{D^{2}h}}\leq [p],}
де: Mp — допустимий розрахунковий крутний момент, що передає муфта;
D — зовнішній діаметр муфти;
h — висота виступів проміжного диска, що входять у впадини півмуфт.
Допустиме значення середнього тиску у зачепленні приймають [p] ≤ 25 МПа.

## Матеріали для виготовлення муфти
Неспіввісність валів спричинює ковзання виступів проміжного диску у пазах півмуфт і їхнє спрацювання. Інтенсивність спрацювання зростає зі збільшенням неспіввісності та кутової швидкості валів.
Деталі кулачково–дискових муфт виготовляють із сталей Ст5 або 45Л. Для важко навантажених муфт застосовують леговані сталі типу 15Х, 20Х із цементацією робочих поверхонь. Роботоздатність кулачково–дискової муфти визначається стійкістю робочих поверхонь проміжного диска і півмуфт проти спрацювання. Тому на вказаних поверхнях обмежують напруження зминання при передаванні муфтою обертового моменту.
Спрацювання деталей муфти можна зменшити також змащуванням поверхонь тертя твердими мастильними матеріалами на основі графіту або дисульфіду молібдену (рідкі і пластичні мастила не утримуються на деталях муфти під час її обертання).

## Галерея зображень

Кулачково-дискова муфта у дії
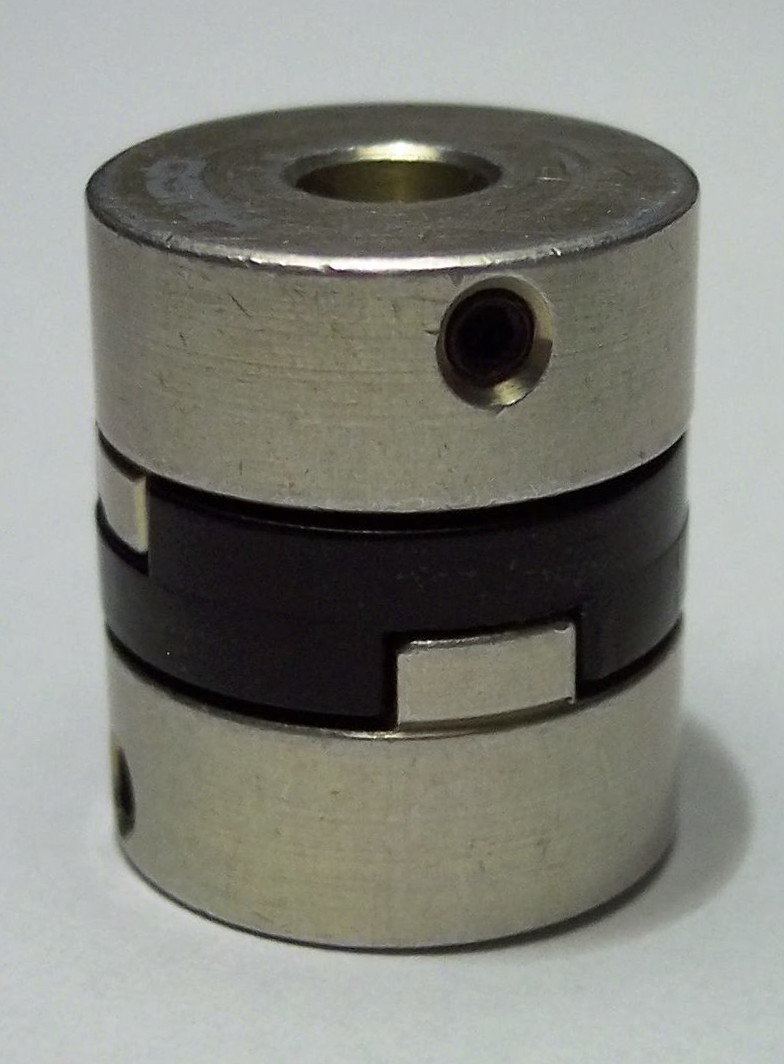
Кулачково-дискова муфта у складеному вигляді
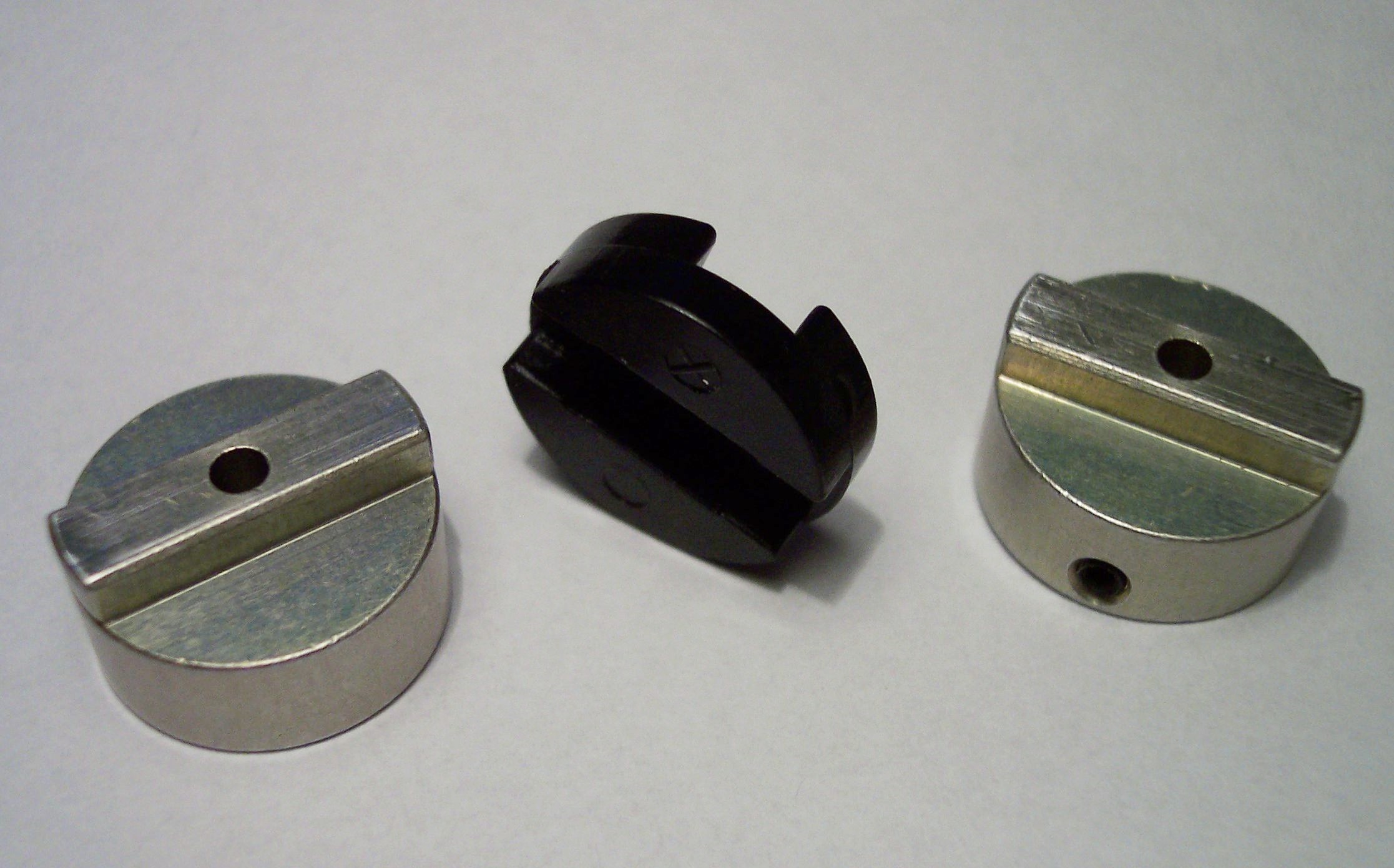
Кулачково-дискова муфта у розібраному вигляді
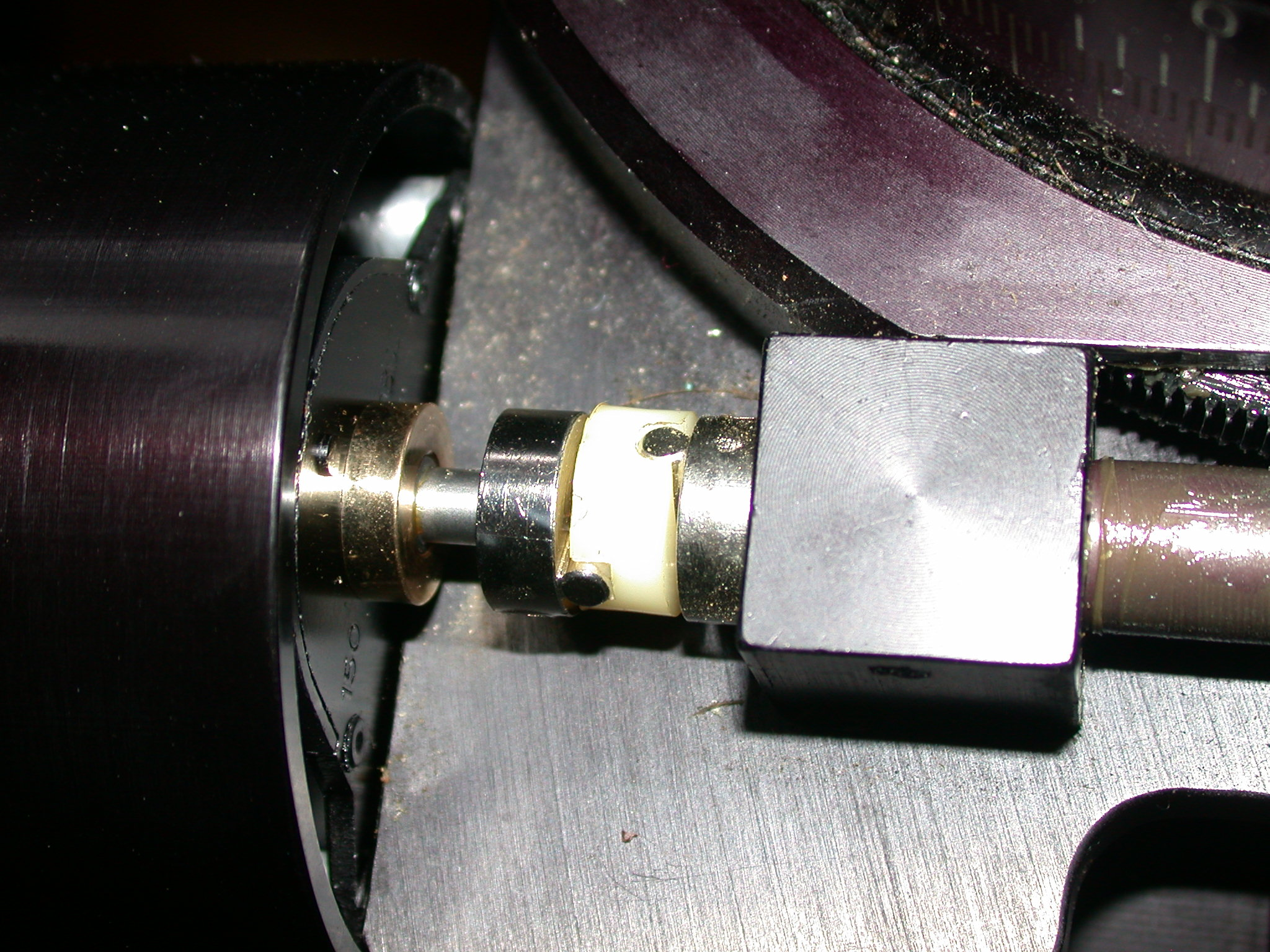
Кулачково-дискова муфта у механізмі приводу німецького телескопа Losmandy G11